# La Collada (Tendrui)
La Collada és un coll a 662,6 m. alt. situat al sud-oest del poble de Tendrui, rere del cementiri d'aquest poble, al costat de l'ermita de Sant Josep.
Està situat en el terme municipal de Tremp, dins de l'antic terme de Gurp de la Conca.
Hi passava el camí vell de Tremp a Tendrui.